# Fascinating Womanhood Movement
The Fascinating Womanhood Movement är en antifeministisk motrörelse som startade under mitten av 1960-talet då Helen Andelin gav ut en bok med samma namn. Rörelsen spred sig och 1975 hade, enligt Time Magazine, över 11 000 lärare och över 300 000 kvinnor tagit del av de kurser som gavs av rörelsen. Till skillnad från andra anti-feministiska rörelser som grundades under 1960- och 1970-talet så lever Fascinating Womanhood Movement vidare än idag. Rörelsen finns numera inte bara i ett flertal delstater i USA, utan även i Namibia, Filippinerna, Japan och Malaysia.